# Шата
Шата (фр. Châtas) насеље је и општина у североисточној Француској у региону Лорена, у департману Вогези која припада префектури Сен Дије де Вогез.
По подацима из 2011. године у општини је живело 57 становника, а густина насељености је износила 10,27 становника/km². Општина се простире на површини од 5,55 km². Налази се на средњој надморској висини од 565 метара (максималној 806 m, а минималној 463 m).

## Демографија
| 1962. | 1968. | 1975. | 1982. | 1990. | 1999. | 2011. |
| ----- | ----- | ----- | ----- | ----- | ----- | ----- |
| 65    | 68    | 70    | 60    | 42    | 42    | 57    |

График промене броја становника у току последњих година